# Конвой M-26
Конвой M-26 — японський конвой часів Другої світової війни, проведення якого відбувалось у липні 1944-го.
М-26 належав до серії конвоїв, які в 1943—1944 роках ходили між островом Хальмахера в Молуккському архіпелазі (північний схід Нідерландської Ост-Індії) та важливим транспортним хабом у Манілі. Зазвичай вони йшли прямим маршрутом через північно-східну частину моря Сулавесі, проте на момент проходження М-26 це вже вважалось занадто ризикованим і тепер судна спершу прямували до північно-східного завершення острова Сулавесі.
До складу конвою увійшли транспорти «Гамбург-Мару», «Наруо-Мару» (Naruo Maru), «Клайд-Мару», «Сінсей-Мару № 5» (Shinsei Maru No. 5) та «Чінкай-Мару» (Chinkai Maru), тоді як охорону забезпечували тральщик W-5 і мисливець за підводними човнами CH-60.
Конвой вийшов у дорогу 11 липня 1944-го і 13 липня досягнув Бітунгу (північно-східне завершення Сулавесі). Щодо подальшого шляху транспортів інформації обмаль, що стосується W-5 та CH-60, є відомості, що 16 липня ці кораблі повели конвой інших суден з Бітунгу до Амбону (південна частина Молуккського архіпелагу).